# Stortjärnen (Degerfors socken, Västerbotten, 715498-165829)
Stortjärnen är en sjö i Vindelns kommun i Västerbotten och ingår i Umeälvens huvudavrinningsområde. Sjön har en area på 0,0625 kvadratkilometer och ligger 221,7 meter över havet.

## Delavrinningsområde
Stortjärnen ingår i det delavrinningsområde (715502-165845) som SMHI kallar för Mynnar i Degermyrbäcken. Medelhöjden är 233 meter över havet och ytan är 0,93 kvadratkilometer. Det finns inga avrinningsområden uppströms utan avrinningsområdet är högsta punkten. Vattendraget som avvattnar avrinningsområdet har biflödesordning 5, vilket innebär att vattnet flödar genom totalt 5 vattendrag innan det når havet efter 131 kilometer. Avrinningsområdet består mestadels av skog (81 procent). Avrinningsområdet har 0,06 kvadratkilometer vattenytor vilket ger det en sjöprocent på 6,6 procent.